# Los Silos
Los Silos è un comune spagnolo di 5 150 abitanti situato nella comunità autonoma delle Canarie.

## Origini
L'agglomerato urbano nacque intorno al 1500 da una colonizzazione effettuata dalla famiglia genovese Ponte con la famiglia portoghese La Gomera, che originarono il centro abitato dell'odierna topografia.